# Tavario Miller
Tavario Miller (Freeport, Bahamas, 26 de febrero de 1994) es un jugador de baloncesto bahameño que juega en Mineros de Zacatecas (baloncesto) de la Liga Nacional de Baloncesto Profesional de México. Con 2,03 metros de altura, alterna en la posición de alero y ala-pívot.

## Trayectoria

### Clubes
| Club                    | País      | Año             |
| ----------------------- | --------- | --------------- |
| Pioneros de Los Mochis  | México    | 2017            |
| Fyllingen BBK           | Noruega   | 2017 - 2018     |
| Pioneros de Los Mochis  | México    | 2018            |
| Grupo Eleyco Baskonia   | España    | 2018 - 2019     |
| Unión Atlética          | Uruguay   | 2019            |
| Quimsa                  | Argentina | 2019 - 2020     |
| Boca Juniors            | Argentina | 2020 - 2021     |
| Minas Tênis Clube       | Brasil    | 2021 - 2022     |
| Veltex Shizuoka         | Japón     | 2022 - 2023     |
| Halcones Rojos Veracruz | México    | 2023            |
| Dewa United             | Indonesia | 2024            |
| Quimsa                  | Argentina | 2024 - Presente |
| Mineros de Zacatecas    | México    | 2025            |

## Selección nacional
Miller ha jugado con la selección de baloncesto de Bahamas, tanto a nivel juvenil como a nivel absoluto. 
Disputó el Campeonato CBC de 2015, donde los bahameños terminaron como subcampeones. 